# Łukomie (województwo mazowieckie)
Łukomie – wieś w Polsce położona w województwie mazowieckim, w powiecie sierpeckim, w gminie Rościszewo. Ma status sołectwa. Leży nad rzeką Skrwą.
W latach 1954–1972 wieś należała i była siedzibą władz gromady Łukomie. W latach 1975–1998 miejscowość administracyjnie należała do województwa płockiego.

## Zabytki
- Drewniany kościół pw. św. Katarzyny z 1761 r. ufundowany przez Marię Łucję Dessieur, generałową Kampenhausenową. Pierwsza wzmianka o kościele w tym miejscu pochodzi z 1448 r. Późniejsze podania mówią o istnieniu w Łukomiu kościoła św. Małgorzaty i św. Piotra i Pawła. W 1881 r. przedłużony o wieżę i kruchtę. Kościół jest drewniany, konstrukcji zrębowej, oszalowany. Korpus nawowy na planie prostokąta, prezbiterium zamknięte trójbocznie, przy nim od północy zakrystia. Od południa i zachodu kruchty. Wnętrze trójnawowe. W nawie głównej pozorna kolebka drewniana, w nawach bocznych stropy, a w prezbiterium pozorna koncha. Od zachodu chór muzyczny, drewniany, wsparty na czterech słupach. Belka tęczowa z krucyfiksem późnogotyckim. W wyposażeniu: drewniany ołtarz główny z XVIII wieku z obrazem Matki Boskiej z Dzieciątkiem. Po bokach ołtarza lipowe figury św. Wojciecha i Pawła[7]. W kościele obrazy m.in.: św. Wawrzyńca, św. Katarzyny, św. Walentego, św. Antoniego. Przy kościele stoi dzwonnica na dwa dzwony.

- Dwór[8] zbudowany w XIX wieku. Drewniany, konstrukcji zrębowej. parterowy, częściowo podpiwniczony, na planie prostokąta, siedmioosiowy, z nowymi gankami od frontu i ogrodu. Układ pomieszczeń dwutraktowy. Dach czterospadowy, kryty blachą.

## Edukacja
- Szkoła Podstawowa im. Tadeusza Kościuszki w Łukomiu[9]